# Teatr Małego Widza
Teatr Małego Widza – teatr założony w czerwcu 2011 roku przez Agnieszkę Czekierdę.
Teatr Małego Widza mieści się na warszawskim Starym Mieście przy ul. Jezuickiej 4 (wejście od ul. Brzozowej). Jest to pierwszy w Polsce repertuarowy teatr dla dzieci od pierwszego roku życia.

## Zrealizowane spektakle

### 2011
- Rozplatanie tęczy
- Sklep Magika Mechanika – inspirowany Baśnią o stalowym jeżu Jana Brzechwy
- Lśnienie – warsztaty teatralne ze światłem
- Julka i kulka

### 2012
- ...i bach prosto w piach!
- Dźwiękowanie na dywanie – interaktywny koncert muzyczny